# Eunidia quadriflavomaculata
Eunidia quadriflavomaculata är en skalbaggsart som beskrevs av Stefan von Breuning 1953. Eunidia quadriflavomaculata ingår i släktet Eunidia och familjen långhorningar.
Artens utbredningsområde är Zimbabwe. Inga underarter finns listade i Catalogue of Life.